# Битва при Липанах

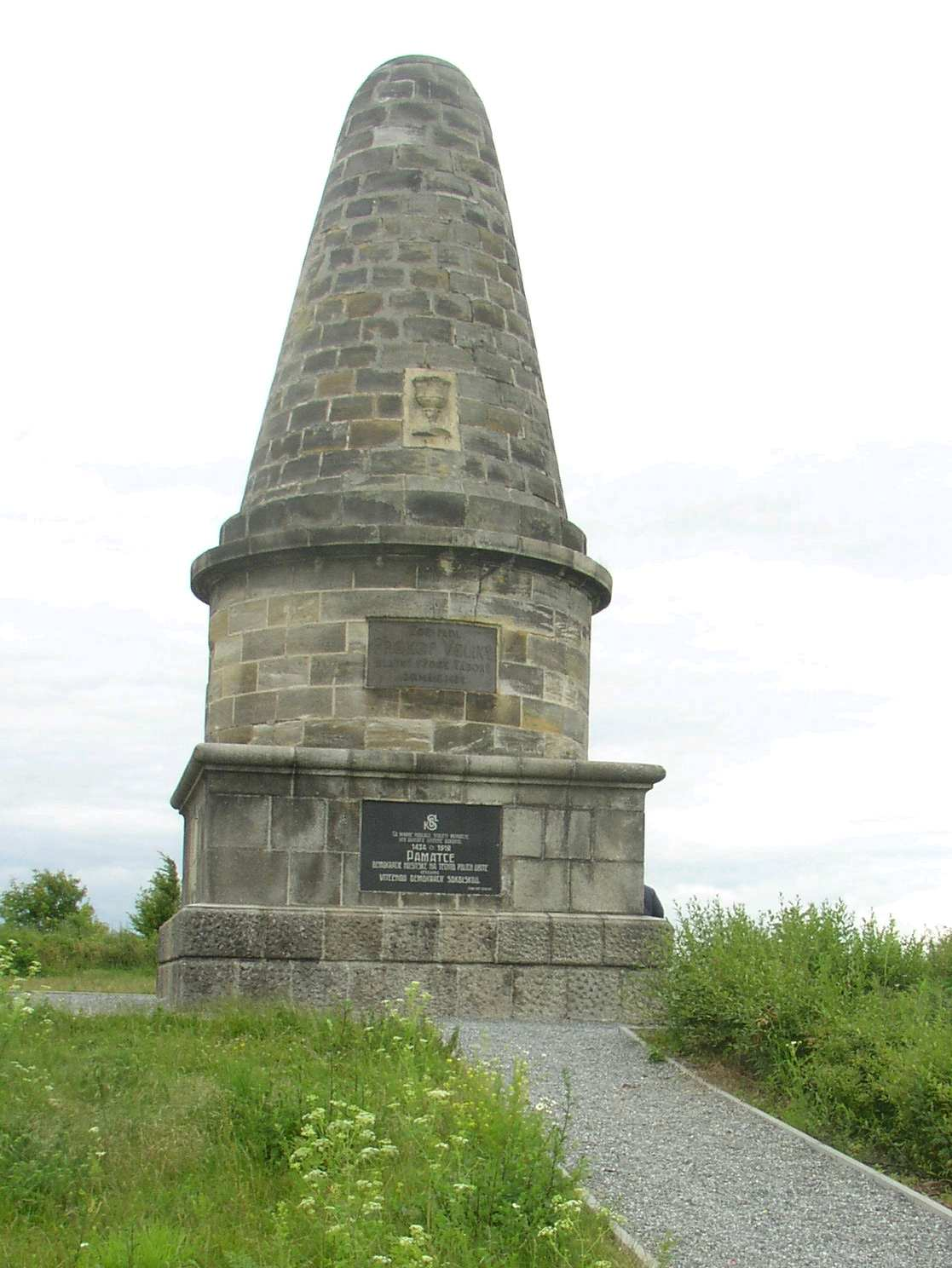
Меморіал, присвячений битві при Липанах

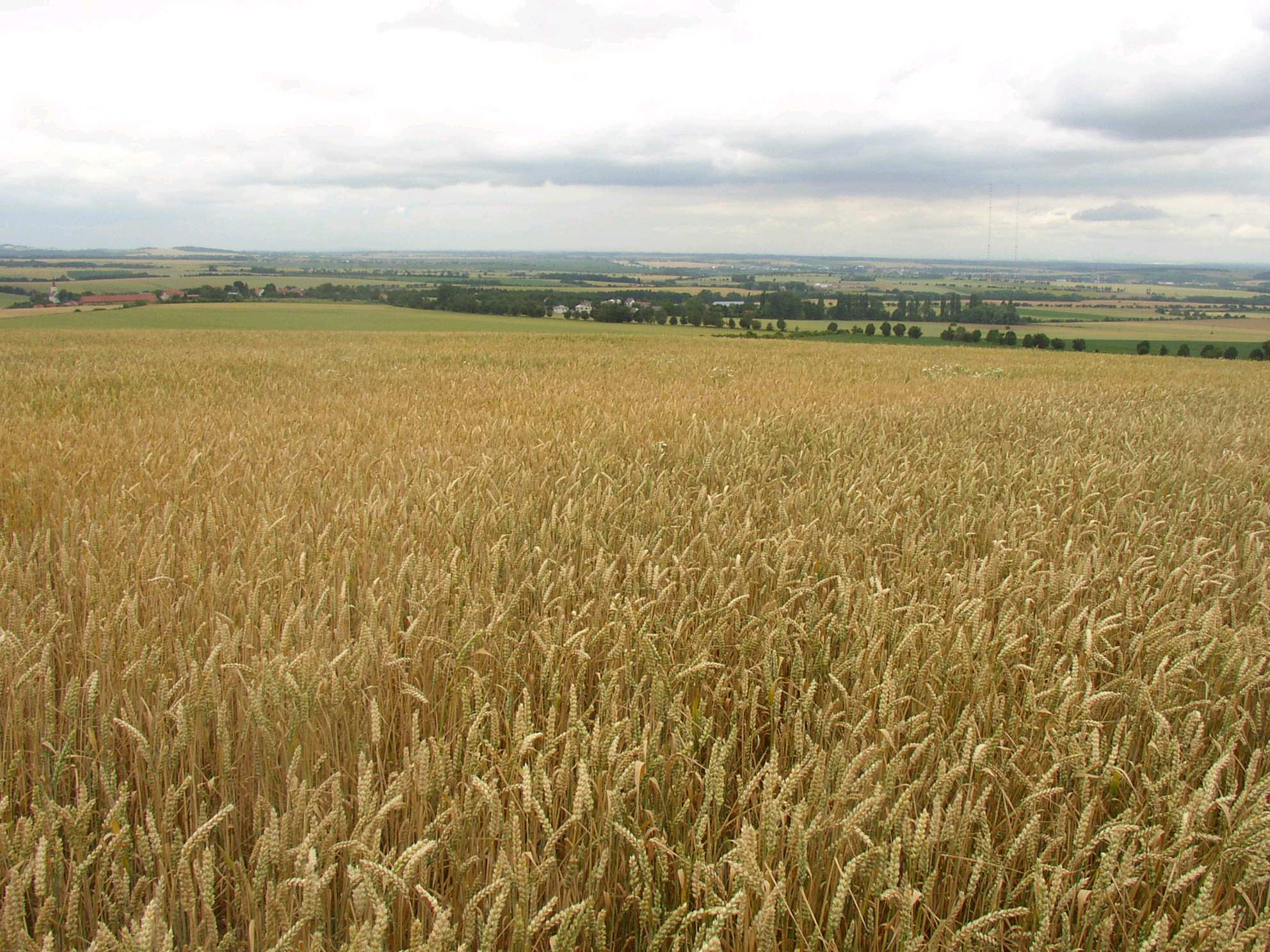
Липанське поле

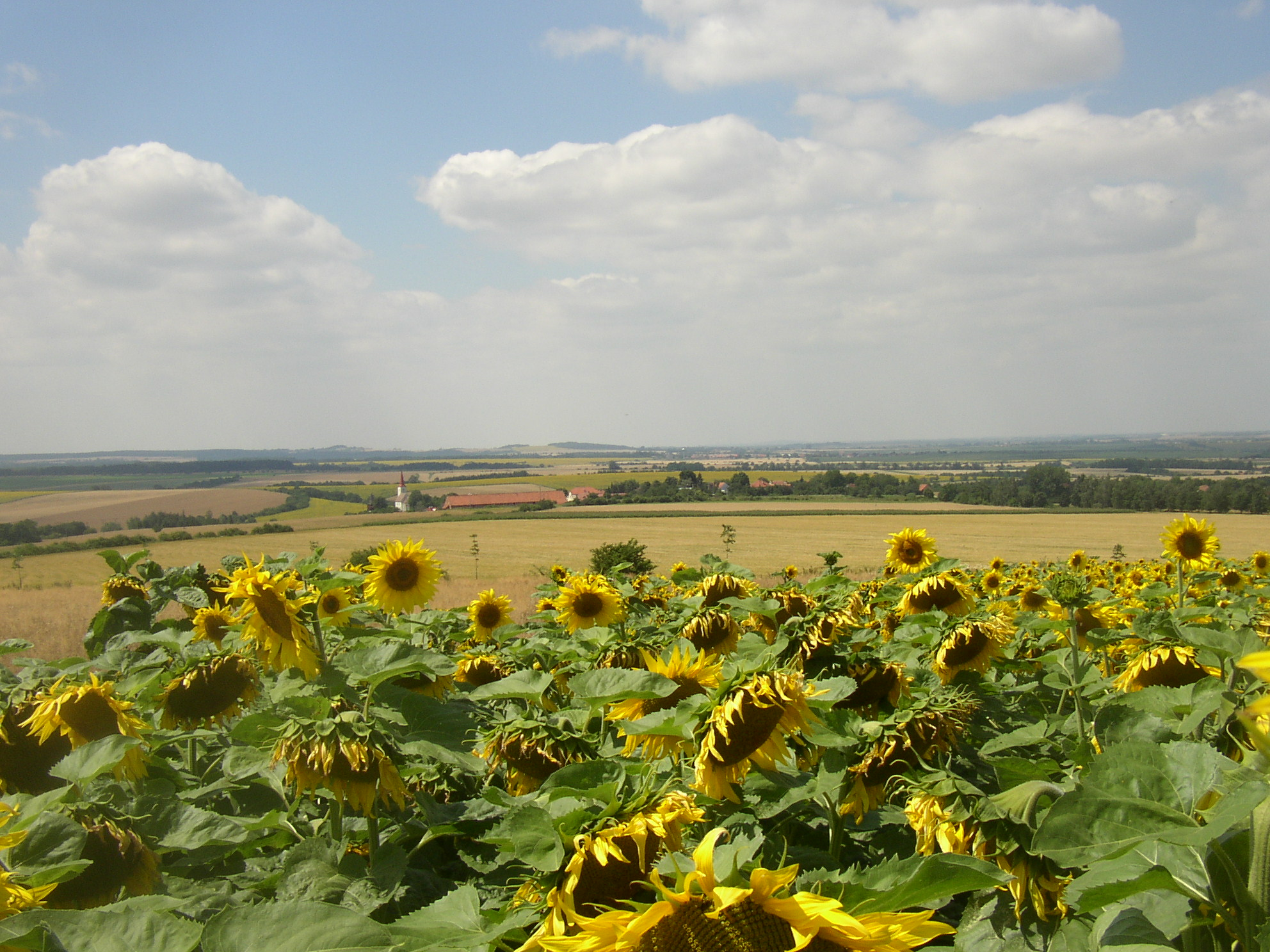
Вид на селище з боку Липанського поля

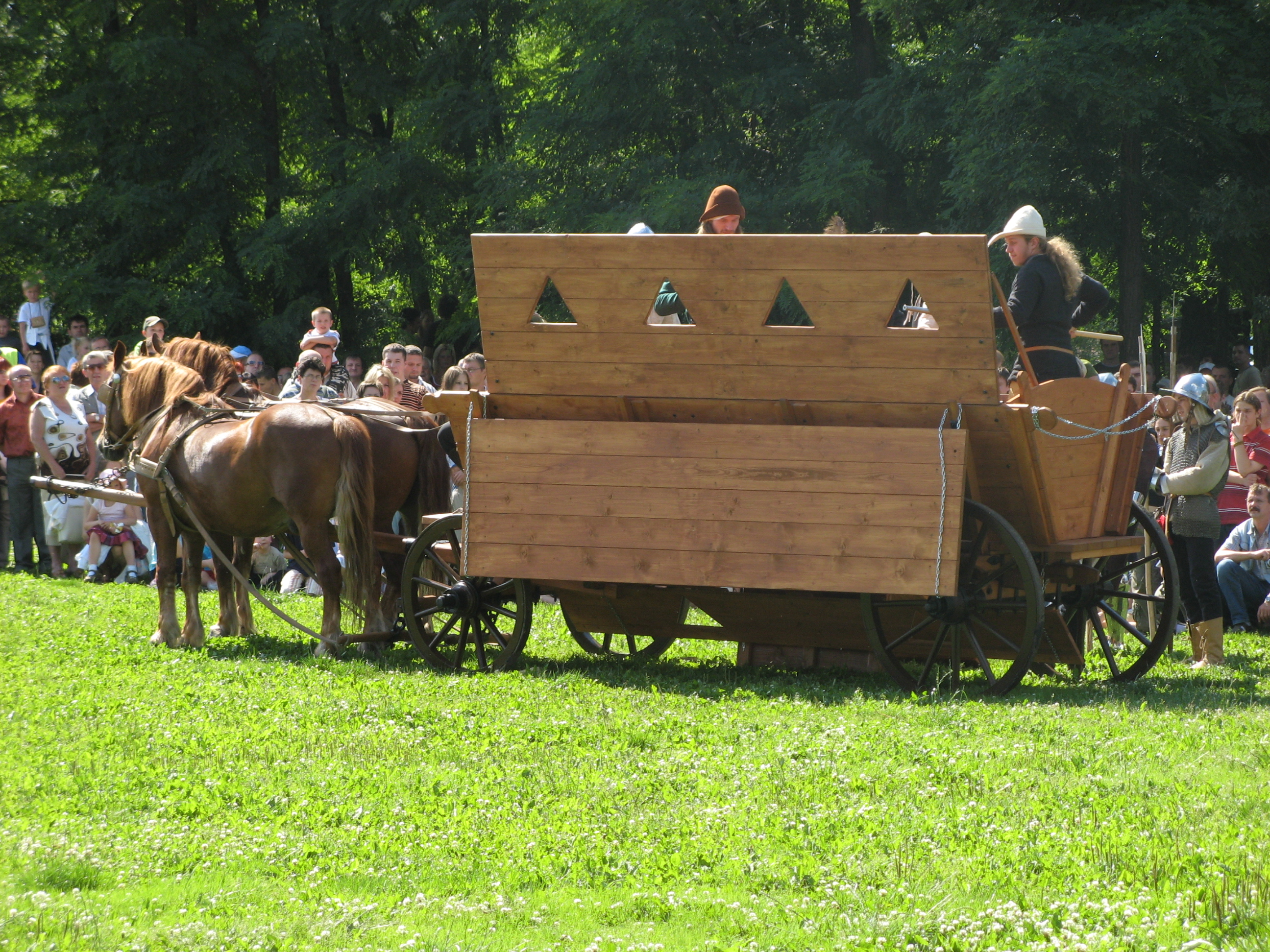
Сучасна копія гуситського воза

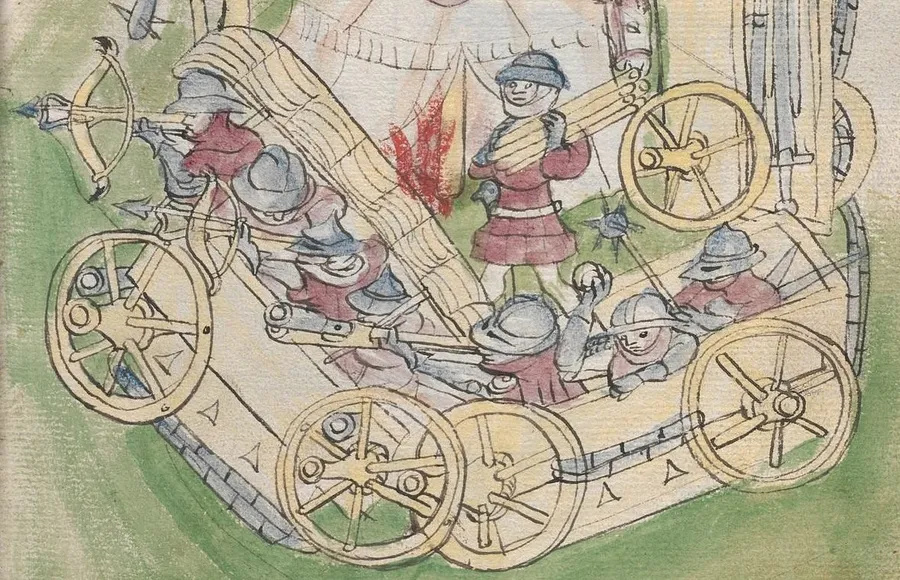
Гуситський вагенбург

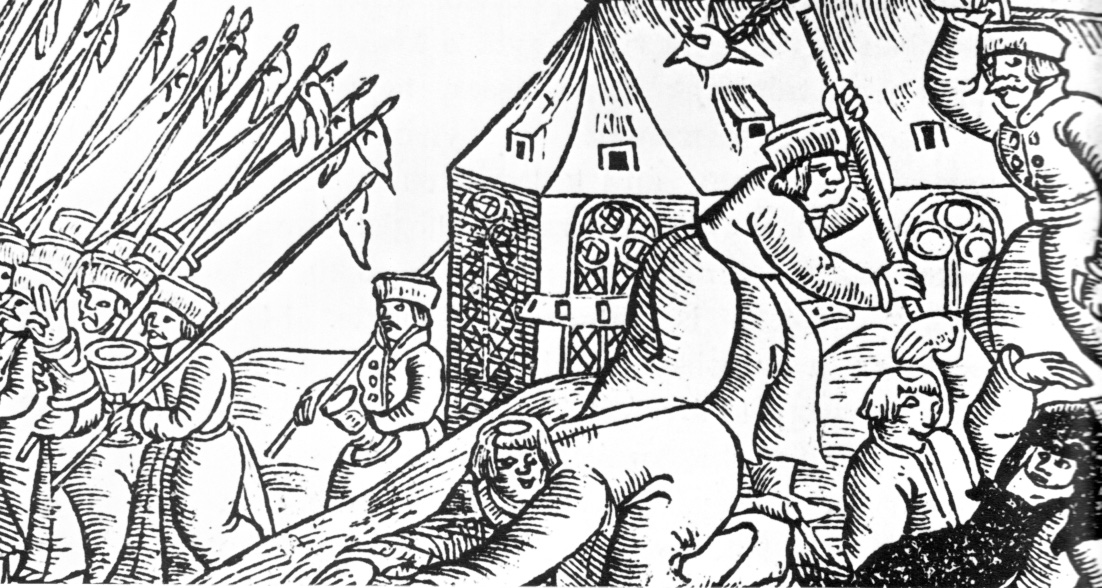
Винищення гуситів. З хроніки XVI століття

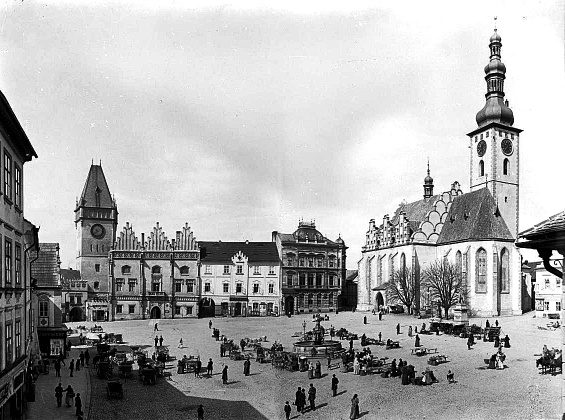
Площа Жижки в Таборі

Битва при Липанах (чеськ. bitva u Lipan) — битва сталася 30 травня 1434 року поблизу селища Липан у Центральній Чехії в ході Гуситських воєн між військами утраквістів (чашників) і католиків (660—720 бойових возів, близько 13 000 піхотинців і близько 1200 вершників), з одного боку, та таборитів і так званих «сиріт» (480 бойових возів, від 9 до 10,5 тисяч піхотинців і 700 вершників) — з іншого. В результаті битви армія таборитів і «сиріт» була розбита, її втрати склали близько 2 тисяч воїнів.

## Політична ситуація
Наприкінці Гуситських війн серед гуситів почалися розбіжності. Таборити і «сироти» проявляли ворожість на переговорах з католиками, побоюючись, що це може призвести до визнання папської влади. Головним мотивом поміркованих гуситів була втома від багаторічних воєн. Тому вони схилялися до продовження переговорів і прагнули до миру, щоб відновити зруйноване господарство. Коли таборити і «сироти» напали на центр католиків у Пльзені, чашники, пішли на союз з католицькою меншиною, домовившись про спільні дії проти таборитів і «сиріт».

## Армії сторін

### Панський союз
До створеного союзу увійшли практично всі чеські пани, і їх особисті дружини склали ядро війська. Особливо великі сили прийшли із Західної Богемії. Формально армію панського союзу очолював призначений 1 грудня 1433 року главою уряду Алеш з Ризмбурка. Безпосередньо керували військами пани Ян Швиговський з Ризмберка, Зденка Дршков, Ян зі Швамберка, брати Ян і Буріан з Гутштайна. Також прибули загони панів-чашників Пршибика з Кленова і Альоша з Жеберка. До цієї армії приєднався також гарнізон замку Карлштейн, яким командував Вілем з Ярославіц та Кунеша Тлукса з Бурженіц, а також на чолі своїх загонів прибули пани Менгарт III з Градця, Йіндржіх з Вартенберка (син Ченека з Вартенберка), Їржі з Подєбрад (майбутній король Чехії), Вілем Костка з Поступиц, Дівіш Боржек з Милетина і багато інших.
Південночеський пан Олдржіх II з Рожмберка надіслав 800 піших та 200 кінних воїнів. Сам Олдржіх з Рожмберка участі в битві не брав, доручивши командувати цими військами лицарям Мікулаш Крхлебецу та Хвалу з Хмельнего. Разом з рожмберкськими загонами прийшло також військо генерального пріора Чеської провінції ордену госпітальєрів Вацлава з Міхаловіц.
До армії панської унії приєдналися загони міщан Праги і Мельника.
Загальна чисельність військ панської коаліції склала від 660 до 720 бойових возів (чеськ. vůz), близько 13 000 піхотинців і близько 1 200 вершників. Верховним гетьманом, який повинен був керувати об'єднаними силами, був обраний лицар Дівіш Боржек з Милетина.

### Армія таборитів
Армією таборитів і «сиріт» керував гетьман Прокіп Голий, виходець із заможних городян, який очолив таборитів після смерті Яна Жижки. З інших командирів таборитів найбільш видними і прославленими були Прокіп Малий та Ян Чапек із Сан (чеськ. Jan Čapek ze Sán).
Підтримку таборитам надали 16 міст: Табор, Бероун, Слани, Жатець, Лоуни, Коуржим, Німбурк, Градець-Кралове, Яромерж, Трутнов, Двур-Кралове, Високе Мито, Клатови, Прахатіце, Домажліце та Літомержице. Всього Прокопу Голому вдалося зібрати близько 480 бойових возів, від 9 до 10,5 тисяч піхотинців і 700 вершників.

## Приготування до бою
Прокіп Голий зумів зайняти відмінну оборонну позицію на схилах Липської гори. Вози були укріплені земляними редутами. Перед возами був викопаний рів глибиною в півтора метра. Крім того, лівий фланг таборитів був прикритий струмком, який серйозно утруднював дії атакуючих і забезпечував оборонців питною водою. Позиція на пагорбі також дозволяла таборитам краще використовувати свою артилерію. Нарешті, пани були змушені атакувати знизу вгору, що нівелювало їх чисельну перевагу.
Традиційна схема бою гуситів полягала в тому, щоб вимотати атакуючого противника, а потім нанести йому контрудар. Для цього Прокіп Голий розташував кавалерію, яка перебувала під командуванням Яна Чапека з Сан, поза межами табору.

## Хід битви
Верховний гетьман панської армії Дівіш Боржек з Милетина (колишній соратник Яна Жижки), розташував своє військо табором біля села Гржіби. Армія таборитів почала обстріл панського табору. Проте командування армії чашників на це ніяк не відреагувала. Багато вояків з армії чашників вимагали щось зробити, почати атаку або відступити, але не вичікувати. Деякі вояки почали нарікати, що їх виставили мішенями проти таборитських гармат. Нарешті, Дівіш Боржек розробив план битви.
Битва почалася о 3 години дня 30 травня 1434 року, в неділю. Панська піхота була побудована в колони, попереду яких рухалися бойові вози. Дівіш Боржек віддав наказ почати атаку в момент, коли гармати таборитів, зробивши черговий залп, будуть розряджені і приховані в пороховому диму. Це дозволило дещо скоротити втрати при атаці. Тим не менш, коли панська піхота під прикриттям возів пішла в атаку, таборити знову відкрили вогонь.
Проте відстань між військами скоротилося і в бій змогли вступити гармати панських військ, хоча їх вогонь був менш ефективний. Наступаючі несли серйозні втрати від таборитської артилерії, просування піхоти сповільнилося, потім зупинилося. Нарешті, панські війська почали відступати. Тепер Прокіп Голий у відповідності з традиційною гуситською тактикою віддав наказ зробити вилазку і розгромити супротивника, не даючи йому отямитися і обернути на втечу. Лінія таборитських возів була розімкнута і натхнені початковим успіхом таборити і «сироти» перейшли в контратаку, не підозрюючи, що удаваний відступ противника — це лише його військова хитрість.
Як тільки таборити наздогнали противника, вози панської армії зупинилися і відкрили вогонь. У цей час у флангову атаку перейшла прихована до того часу важка панська кавалерія. В результаті, головним чином, піша армія радикалів, опинившись за межами Гуляй-города, була швидко зім'ята. Ян Чапек із Сану з кавалерією сиріток вийшов з битви. Обидва Прокопи загинули, утримуючи Гуляй-город. У полон потрапили кілька видних лідерів радикалів, виключаючи таборитського гетьмана Яна Рогача з Дуби, яким вдалося втекти разом із загоном піших і кінних соратників. Однак близько 700 рядових таборитів, здалися в полон під обіцянку збереження життя і прийняття на службу, але були страчені. Їх безжальні переможці під загрозою зброї загнали в кілька прилеглих сараїв і спалили живцем.
Втрати таборитів і «сиріт» склали близько 2 тисяч чоловік убитими. Частині таборитів вдалося втекти до Чеського броду і до Коліну. Втрати панської армії підраховані не були.
Як сучасники, так й історики згодом вважали причиною поразки таборитів і «сиріт» поведінку командувача кіннотою Яна Чапека з Сан, який у вирішальний момент не вступив в бій. Але свою роль зіграло також і те, що звиклі до перемог таборити забули про обережність, кинувшись в атаку на переважаючі сили противника, який добре знав тактику таборитів і зумів протиставити їй свою.

## Підсумок битви

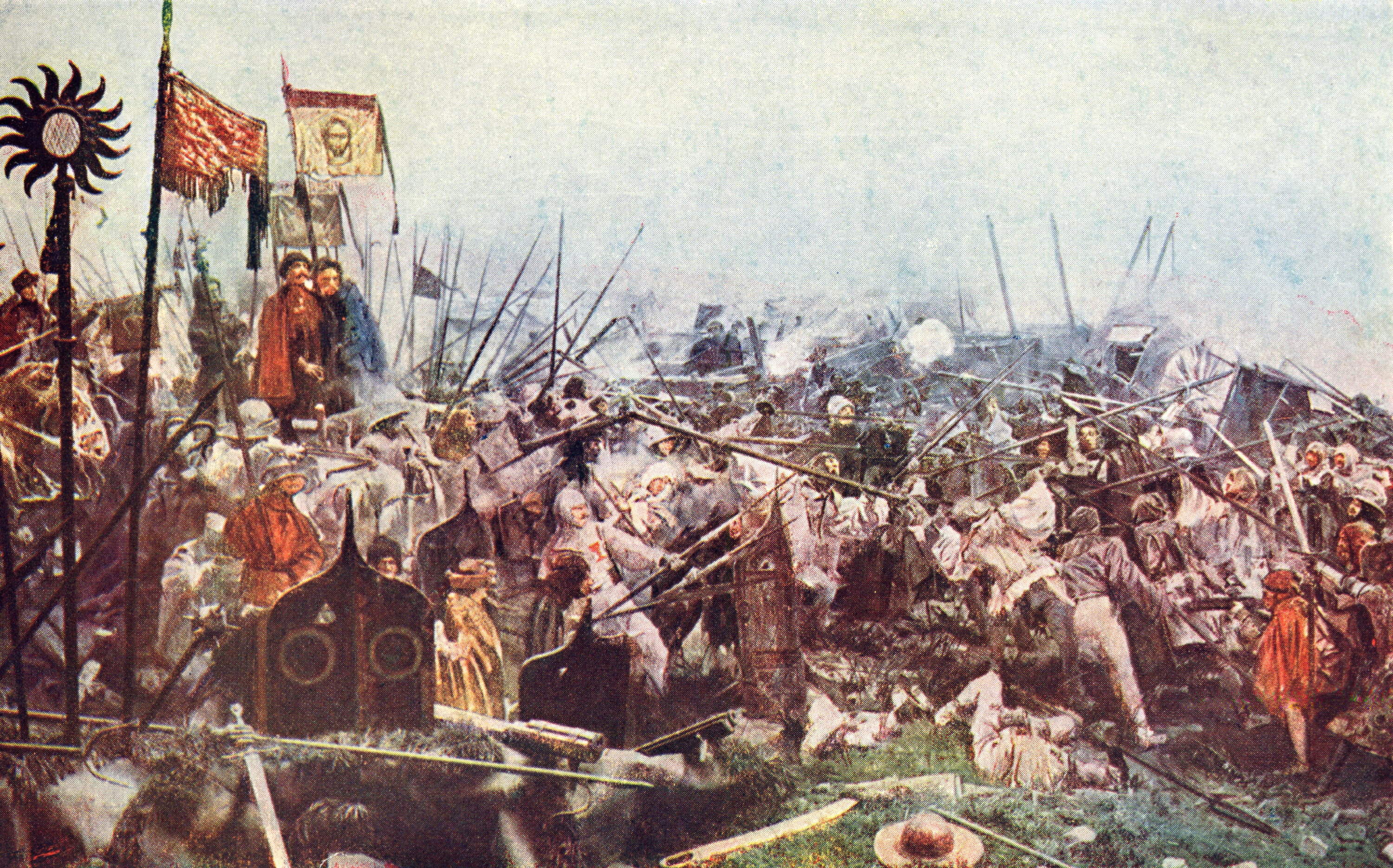
Фрагмент панорами Битва при Липанах художника Л. Марольда

В результаті вплив радикалів виявився ослабленим, «сирітки» перестали існувати як воєнна сила. Шлях до підписання Празьких компактатів був відкритий. Угода відбулася 5 липня 1436 року в Їглаві. Через місяць імператор Сигізмунд Люксембурзький був визнаний королем Чехії усіма основними політичними силами в Чехії. Сигізмунд сказав про битву:
|  | Чехи можуть бути переможені тільки чехами. |

Хоча поразки таборитів і «сиріт» біля Липан означало їх кінець, не всі таборити змирилися з поразкою і продовжили військові дії, що привело до їх втрат. У 1437 році впав замок Яна Рогача з Дуби — Сіон. Ян Рогач потрапив у полон і був повішений після відмови визнати королем Сигізмунда. Табор протримався до 1452 року
Поразку таборитів не означало поразки гуситського руху. Вирішальною політичною силою в Богемії після битви стало помірне крило гуситів.